# An Min Lu
An Min Lu (eller Lu Anmin), född 1939, är en kinesisk botaniker.
Auktorsnamnet A.M.Lu kan användas för An Min Lu i samband med ett vetenskapligt namn inom botaniken; se Wikipediaartiklar som länkar till auktorsnamnet.